# Томас, Вернер
Вернер Томас (нем. Werner Thomas; род.  1929) — швейцарский музыкант и композитор.
Стал известен благодаря композиции (нем. Vogerltanz — птичий танец), написанной им в 1957 году, но выпущенной на пластинке лишь в 1973 году. В странах бывшего СССР мелодия получила известность, будучи использованной в песне «Танец маленьких утят», слова к которой написал Юрий Энтин.
В последние годы проживал в Минузио, Швейцария. Основал музыкальное издательство Wetho-Verlag, которое выпускало ноты.